# Миндовские
Ми́ндовские — династия потомственных почётных граждан Российской империи, купцов, предпринимателей, текстильных фабрикантов из г. Вичуга нынешней Ивановской области (см. Вичугские фабриканты). Столбовая династия Древлеправославного вероисповедания, сделавшая огромный вклад в расцвет и создание Социал-демократического общества в России конца ХIХ и начала XX веков, РСДРП, а так же борьбе с большевизмом. Была связана родством с семействами фабрикантов Кокоревых, Бакакиных, Щеколдиных, Коноваловых, Разорёновых и Красильщиковых.

## Происхождение династии
— Кинешемские купцы
Миндовские — в начале XIX века выходцы из вичужских дворовых людей помещика Глушкова. Вичуга в начале XIX века была патриархальным городом с зарождавшимся мануфактурным производством, население её было склонно к беспоповскому староверию (Древлеправославная церковь). Главным родовым имением считается город Вичуга — на территории которой Миндовские возводили деревни, фабрики и расширяли сёла, Кинешемского уезда, Костромской губернии.
Основатели купеческой династии — Иван Федорович и Маримьяна Радионовна Миндовские, У них было три сына: Иван Иванович, Андрей Иванович и Дмитрий Иванович. Родовое поместье в д. Путковская, Кинешемского уезда, Костромской губернии.

## Второе поколение
Продолжили семейную традицию древлеправославия. В 1860 и 1863 года семья Миндовских будучи Кинешемскими купцами первой и второй гильдий, получила статус-титул Потомственных почётных граждан Российской империи.
- Иван Иванович (1781—1853) — основатель так называемой московской ветви династии, в 1817, еще будучи крепостным, вместе с семьей заложил бумажно-сновальные и красящую фабрики в с. Старая Гольчиха (в 1858, фабрика давала работу 200 работникам и 470 надомникам). В 1820 выкупил себя и свой род из крепостничества: «лета тысяча восемьсот двадцатого, декабря в первый день, отставной артиллерии штабс-капитан и кавалер Сергей Назаров сын Глушкова отпустил в вечно на волю крепостных своих, взятых из крестьян во дворе людей». Имел четырех сыновей.
- Андрей Иванович — купец, фабрикант. Основатель в 1835 и управляющий ситценабивной фабрики (описание фабрики № 10 сделано в 1884 году в справочнике Пирогова) в селе Новая Гольчиха, также вместе с матерью и братом Дмитрием в 1817 году заложил бумажно-сновальную и красящую фабрику в с. Новая Гольчиха. Владел имениями в с. Новая Гольчиха и д. Путковская, Кинешемского уезда, Костромской губернии. Имел двух сыновей.
- Дмитрий Иванович — жена Маримьяна Емельяновна, известно об одном сыне. В 1817 году вместе с матерью и братом Андреем заложил бумажно-сновальную и красящую фабрики в с. Новая Гольчиха.

## Третье поколение

### Дети Ивана Ивановича Миндовского
- Александр Иванович (1801—1877) — в 1820-е гг. Основал фабрику в д. Путковская. Основатель ветви «московских» Миндовских и успешный из четырёх братьев. Основатель Юрьевецкой льнопрядильной Мануфактуры Миндовского, Брюханова и Бакакина. «Отличительной чертой его характера была скупость, какая-то необычная, анекдотическая, плюшкинская скупость. Человек, которому каждый новый день приносил все новые и новые сотни и тысячи рублей дохода, питался почти одним черным хлебом, многими годами носил, не меняя одни и те же избитые, замасленные костюмы и в каждом деле торговался, буквально из-за гроша ломаного, пытался прижать рабочих и всевозможных клиентов своих на каждом шагу. Скупость эта, кстати сказать, почти в полной мере своей перешла от него и потомству.» (В. А. Миндовский).
- Ефим Иванович (1801—1874) — через браки детей породнился с семьей Кокоревых — тесть Г. А. Кокорева, И. А. Кокорева. «50 лет назад никто не знал здесь фамилии Кокоревых, которые были выписаны сюда Миндовским и Разорёновым только как приличные женихи дочерям (вина не пьют, табака не курят, а главное — большим крестом молятся)» (В. А. Миндовский (внук Малахия Миндовского)).
- Федор Иванович — основал собственную фабрику в Старой Гольчихе.
- Галактион Иванович — унаследовал от отца его первую фабрику в Старой Гольчихе. Умирая, поручил опеку над детьми и делом И. А. Бакакину.
- Афросинья Ивановна — главная помощница отца в развитии и защите Древлеправославной веры.

### Дети Андрея Ивановича Миндовского
- Малахий Андреевич (1822—1883) — проживал в с. Новая Гольчиха, Кинешемского уезда, Костромской губернии. Потомственный почётный гражданин Российской империи, купец, фабрикант. Владелец и управляющий ситценабивной фабрики в селе Новая Гольчиха, основанной отцом в 1835 году, полученной по наследству. Вместе с братьями организовал и финансировал строительство Никольской Единоверческой церкви и Никольской Единоверческой церковно-приходской школы, там же.
- Константин Андреевич -

### Дети Дмитрия Ивановича Миндовского

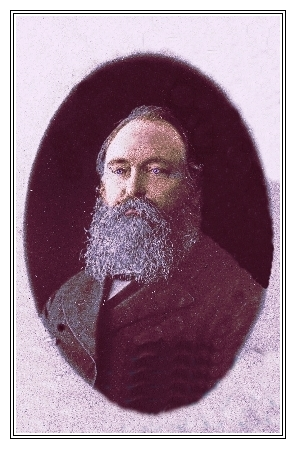
Миндовский Сергей Дмитриевич

- Сергей Дмитриевич — в наследство получил Бумажно-сновальную фабрику в с. Новая Гольчиха, основанную их семьей в 1817 году. Ему принадлежал дом, в котором теперь помещается городской совет Шуи. У Сергея Дмитриевича была фабрика в Кинешемском уезде (1907 г). В 1909 году, в его доме помещалась земская школа, воинское присутствие и отделение Училищного совета. Жена — Маремьяна Афанасьевна Кокушкина, дочь потомственного почетного гражданина, купца 1-й гильдии Афанасия Васильевича Кокушкина.

## Четвёртое поколение

### Дети Александра Ивановича Миндовского
- Иван Александрович (1836—1912). Жена — Александра Ивановна Кокорева. Наследник и управляющий фабриками А. И. Миндовского, крупнейший домовладелец Вичуга и Кинешмы. «Был очень богатым человеком, имел несколько фабрик, много лесов, домов и имений. Отличался большой скупостью, граничащей скорее с душевной ненормальностью. Сыновья И. А. Миндовского по скупости превзошли своего папу … в селе Вичуге ему также принадлежало не менее десятка зданий, большинство из которых он сдавал в аренду под торговые лавки, питейные заведения и трактиры». (В. А. Миндовский).

### Дети Галактиона Ивановича Миндовского
- Петр Галактионович (1856—1931). Основатель и руководитель Общества мануфактур П. Миндовского и И. Бакакина, объединившее предприятия А. И. Миндовского. Создатель усадьбы «Миндово» под Вичугой, не сохранилась. Московский домовладелец.
- Анна Галактионовна — судьба её неизвестна.

### Дети Малахия Андреевича Миндовского

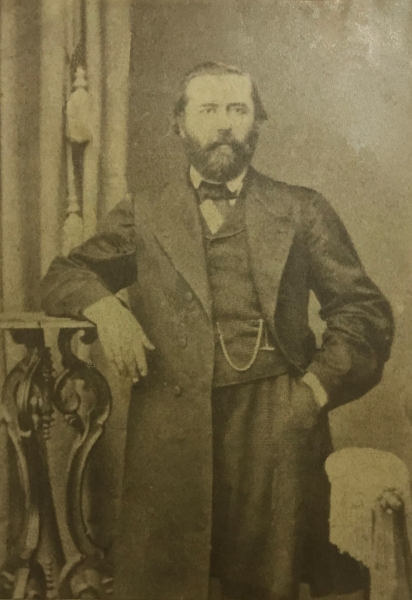
Миндовский Андрей Малахиевич

- Авдотья Малахиевна (1841—1884) — потомственная почётная гражданка вышла замуж за Щеколдина И. Г. из династии шуйских купцов, потомственных почётных граждан Российской империи, фабрикантов, древлеправославных. Имела троих детей. После преждевременной смерти её с мужем, детей забрал к себе её брат Андрей Малахиевич. Младший сын Фёдор, стал революционером известным под псевдонимом Повар. Средняя дочь Анна вышла замуж за Дуниловского (Столбового) Дворянина Малинина.
- Андрей Малахиевич — проживал в с. Новая Гольчиха, Кинешемского уезда, Костромской губернии. Потомственный почётный гражданин Российской империи, купец, фабрикант. Владелец и управляющий ситценабивной фабрики в селе Новая Гольчиха, основанной дедом и прабабушкой в 1835 году, полученной по наследству. Вместе с братьями-кузенами соуправлял и софинансировал Никольскую церковь и Никольскую церковно-приходскую школу, там же.
- Мария Малахиевна — судьба её неизвестна.

## Миндовские на карте Москвы

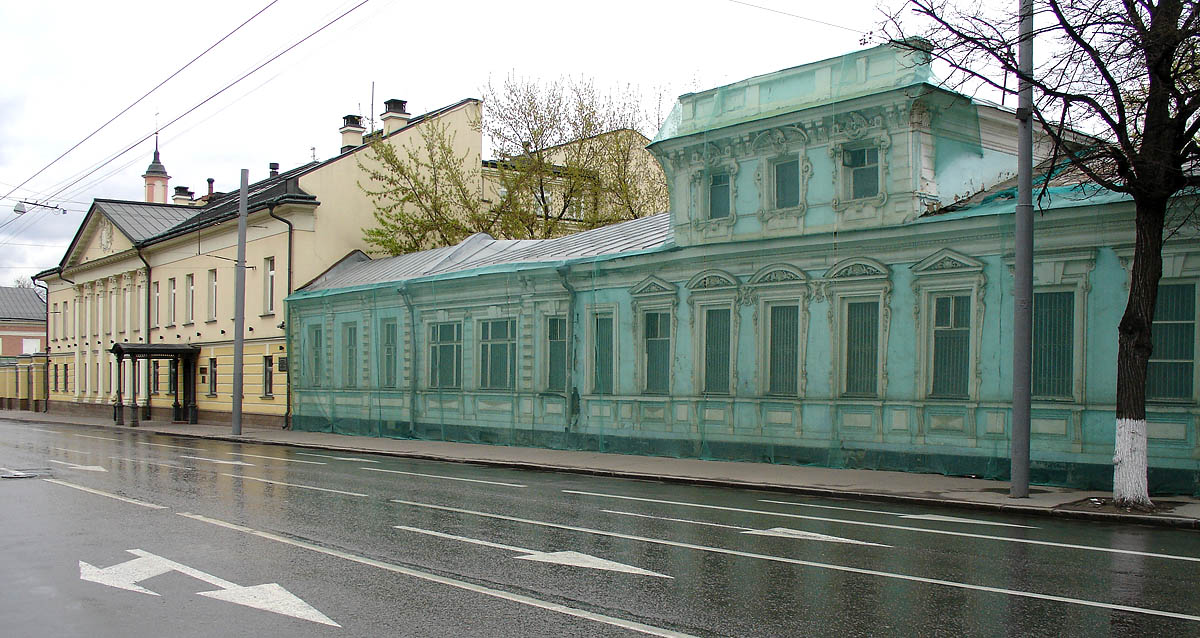
Большая Ордынка, 43
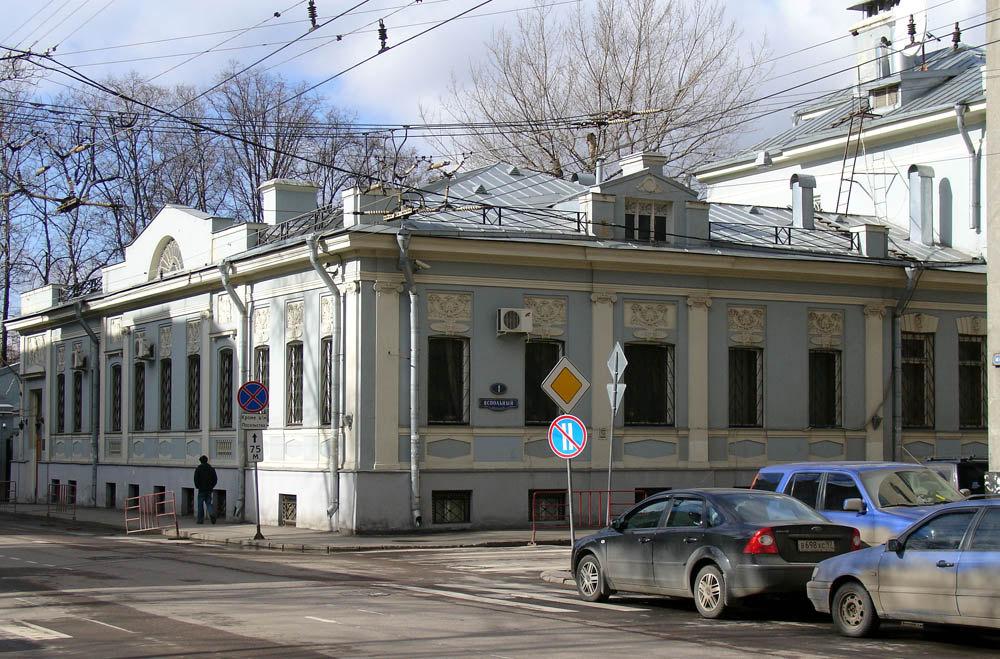
Вспольный переулок, 1
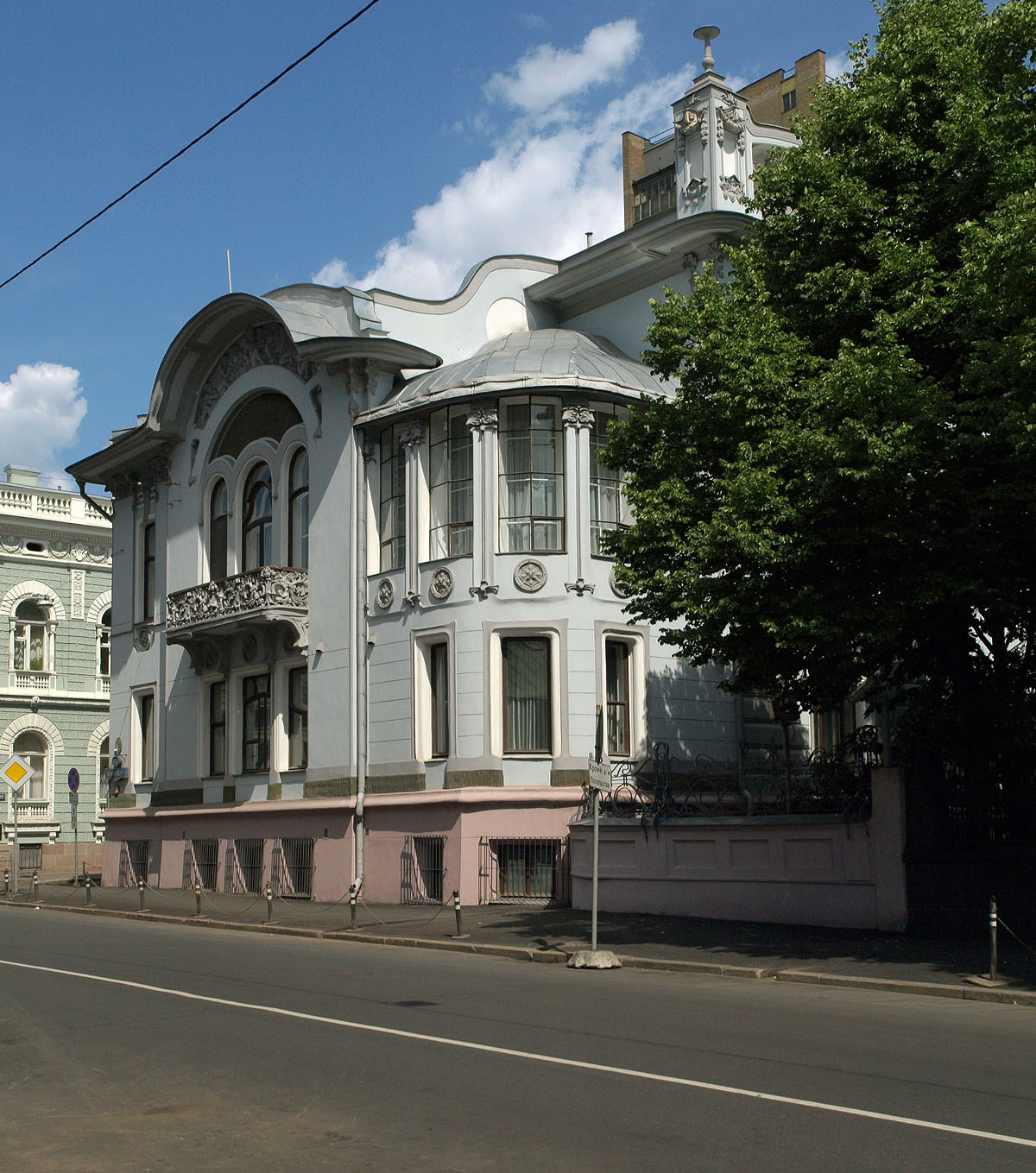
Поварская улица, 44
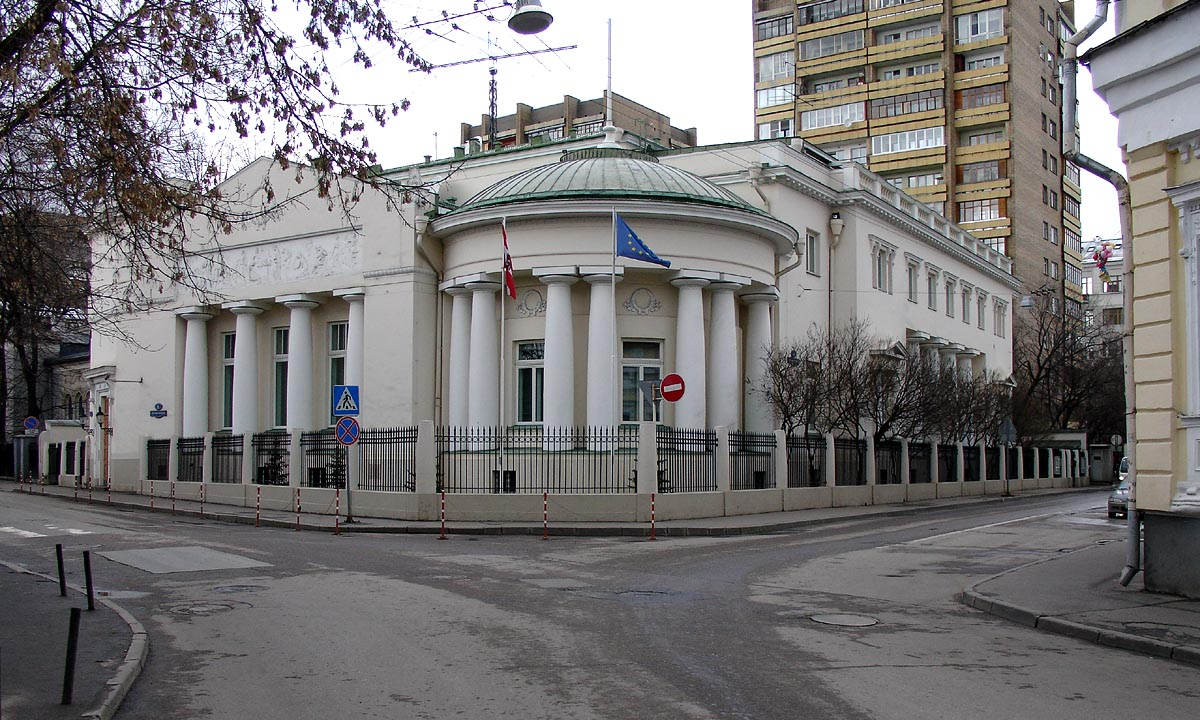
Пречистенский переулок, 6

Два дома — И. А. Миндовского на Поварской улице и Н. И. Миндовского в Пречистенском переулке — выстроило под ключ Московское торгово-строительное акционерное общество и продало хозяевам с готовой отделкой.
В Москве существует шесть особняков — памятников архитектуры, связанных с именами Миндовских:
- Дом И. А. Миндовского, Большая Ордынка, 43, 1836, арх. В. И. Чагин. Службы во дворе — арх. Н. Г. Лазарев, 1905.
- Дом И. А. Миндовского, Леонтьевский переулок, 9, арх. Д. Н. Чичагов. До 1893 принадлежал Н. А. Алексееву, до недавнего времени Посольство Кубы, сейчас Представительство Организации Объединённых Наций (ООН) в России.
- Дом И. А. Миндовского, Поварская улица, 44, шедевр раннего модерна работы арх. Л. Н. Кекушева. Посольство Новой Зеландии
- Дом Н. И. Миндовского, Пречистенский переулок, 6, арх. Н. Г. Лазарев. В 1927—1938 и с 1955 — посольство Австрии
- Дом Ираиды Ивановны Миндовской, Вспольный переулок, 9с2, арх. Ф. О. Шехтель, 1913—1914, посольство Индии
- Дом А. И. Бакакина (мужа Ольги Ивановны Миндовской), Вспольный переулок, 1, арх. Адольф Эрихсон, 1910. Посольство Туниса. Иногда упоминается как дом Берии

## Потомки Миндовских
- Миндовский, Валентин Леонидович — лесовод, крупный практик-озеленитель (превратил Березники в город-сад; много лет руководил озеленением Перми). Его именем назван один из скверов в Перми.
- Миндовский, Владимир Андреевич — писатель, ученик, помощник и личный биограф писателя Потехина А. А., сохранил его личный архив. Автор нескольких научных трудов. Вичужский краевед.
- Щеколдин, Фёдор Иванович (Повар) — потомственный почётный гражданин, толстовец, российский революционер, социал-демократ, русский писатель, поэт, литератор. Один из первых кавалеров ордена «Обезвелволпала».
- Миндовская, Нина Владимировна — график и художник студии «Союзмультфильм» с 1930 — х по 1960-е. Передала в Краеведческий музей личный архив и биографию, собраный и написаную её отцом, писателя Потехина А. А..